# Cueva Huerta
La Cueva Huerta es una gruta de interés turístico que encuentra próxima a la AS-228 entre Páramo y Fresnedo, y en las cercanías de esta última población. Se ubica en el desfiladero de la Foz de la Estrechura, en el concejo asturiano de Teverga (España) y está formada por el río Valdesampedro.
Se trata de una cueva deformación kárstica con una longitud de 14,5 km. lo que la convierte en la segunda más grande de Asturias, tras el de la Red de Toneyu de 19 km. Forma parte de un conjunto kárstico singular, compuesto por un desfiladero, sumidero, cueva y diversos cauces subterráneos. Las partes más conocidas de la cueva son: galería principal, sala del punto cero, galería vieja y galería San Martín; también dentro de la galería vieja se encuentran las formaciones denominadas las catedrales.
Dentro de la fauna cabe destacar las colonias protegidas de murciélagos de cueva que anidan en su interior.
Ha sido declarado Monumento Natural en el 29 de agosto de 2002.